# Essig und Öl
Essig und Öl ist der Name eines Wiener Volksstücks mit Gesang von Siegfried Geyer und Paul Frank (Text) mit Musik von Robert Katscher, das in heiter-illusionistischer Form die Thematik der Weltwirtschaftskrise und des Strukturwandels im Einzelhandel aufgriff.

## Geschichte
Das am 2. September 1932 in den Wiener Kammerspielen unter der Regie von Otto Preminger uraufgeführte Stück erwies sich als sehr erfolgreich, nicht zuletzt wegen des von Hans Moser gesungenen Liedes: "Der Doktor Lueger hat mir die Hand gereicht". Es wurde und wird in der Literatur auch als Operette bezeichnet, die ursprüngliche Bezeichnung war "Märchen".
Die Premiere fand am 2. September 1932 statt. Mitwirkende waren unter anderem Hans Moser in der Titelrolle des Greißlers Seiberl, Käthe Gold in der Rolle seiner Retterin Annie, Ernst Arndt und Fita Benkhoff. Wegen der jüdischen Herkunft der Autoren wurde das Stück in Deutschland kaum gespielt. Aufführungen sind für Sonnabend, den 14. Januar 1933 und Donnerstag, dem 19. und 26. Januar 1933, je 20.00 Uhr, im Alten Theater Leipzig nachweisbar.  (Premieren in Wiesbaden und München kamen allerdings 1933 noch zustande), nach 1945 wurde es, vor allem in Österreich immer wieder erfolgreich auf die Bühne gebracht, zuletzt 2009 im Wiener Gloria-Theater. In einer TV-Filmfassung aus 1978 spielte Guido Wieland die Rolle des Seiberl.

## Inhalt
Der Greißler Seiberl sieht sich wirtschaftlich am Ende. Nostalgisch blickt er auf die Belle Epoque vor 1914 zurück. Heute ist seine Kundschaft verarmt, die Wirtschaftskrise und die Konkurrenz großer Filialunternehmen wie der Konsumgenossenschaften haben ihn ruiniert. Er beschließt deshalb, sich zu erhängen. Genau in diesem Moment kommt das Kindermädchen Annie in sein Geschäft und bittet um eine Schnur. Annie macht Seiberl wieder Mut, und es gelingt, das Geschäft nach einigen Verwicklungen auch wieder zum Blühen zu bringen.

## Buchausgabe
- Siegfried Geyer, Paul Frank; Gesangstexte: Robert Katscher, Siegfried Geyer; Musik: Robert Katscher: Essig und Öl. Ein Märchen aus Wien. Alrobi Verlag, Berlin 1932. (Regie- u. Soufflierbuch)

## Tondokument
- Der Dr. Lueger hat mir die Hand gereicht, aus "Essig und Öl" (Katscher – Geyer) Hans Moser, mit Orchesterbegleitung. Columbia DV. 978 (mx. WHA 483-2), aufgen. Wien 1932[5]
- Ja der Wein, den ich mein’, aus "Essig und Öl" (Katscher – Geyer). Hans Moser mit Orchesterbegleitung. Columbia DV. 978 (mx. WHA 484-2), aufgen. Wien 1932.[6] Dies war Mosers erste Grammophonaufnahme.